# Badminton bei den Sukan Malaysia 2022
Badminton wurde bei den Sukan Malaysia 2022, den malaysischen Nationalspielen, vom 20. bis zum 24. September 2022 in der Axiata Arena in Kuala Lumpur in fünf Einzeldisziplinen gespielt.

## Sieger und Platzierte
| Disziplin    | Gold                         | Silber                                | Bronze                                                         |
| ------------ | ---------------------------- | ------------------------------------- | -------------------------------------------------------------- |
| Herreneinzel | Ng Tze Yong                  | Leong Jun Hao                         | Aidil Sholeh Bin Ali Sadikin                                   |
| Dameneinzel  | Siti Nurshuhaini Binti Azman | Letshanaa Karuppathievan              | Tan Zhing Yi                                                   |
| Herrendoppel | Tan Kok Xian Tee Kai Wun     | Lwi Sheng Hao Yap Roy King            | Muhammad Nuraidil Adha Bin Azman Muhammad Nurfirdaus Bin Azman |
| Damendoppel  | Toh Ee Wei Yap Ling          | Cheng Su Hui Cheng Su Yin             | Tang Wen Xin Wong Kha Yan                                      |
| Mixed        | Tee Kai Wun Toh Ee Wei       | Muhammad Haikal B. Nazri Chan Wen Tse | Owen Ting Shih Wee Wong Ling Ching                             |